# Radtorhsłużbowci Kijów
Trwa dyskusja nad usunięciem tego artykułu, kliknij i weź w niej udział.
Radtorhsłużbowci Kijów (ukr. «Радторгслужбовці» Київ) – ukraiński klub piłkarski z siedzibą w mieście Kijów, działający w latach 1925–1929.

## Historia
Chronologia nazw:
- 1925: Radtorhsłużbowci Kijów (ukr. «Радторгслужбовці» Київ, ros. «Совторгслужащие» Киев)
- 1929: klub rozwiązano

Piłkarska drużyna Radtorhsłużbowci Kijów lub Sowtorgsłużaszczije Kijew została założona w Kijowie w 1925 roku  i reprezentowała związki zawodowe pracowników przemysłu handlowego. W 1927 roku zespół debiutował w klasie A mistrzostw Kijowa. Kiedy w 1927 roku został założony klub Dynamo Kijów, większość piłkarzy przeszła do nowego klubu. W 1929 po raz ostatni startował w mistrzostwach miasta. Potem klub został rozwiązany.

## Sukcesy
- wicemistrz Kijowa (1): 1927 (w)
- brązowy medalista mistrzostw Kijowa (1): 1927 (j).